# Социальное время
Социальное время — время, в котором человеческая активность создает общество. Характеризуется возможностью ускорения или замедления в зависимости от частоты событий. Люди, создавая социальное время событиями личной жизни, могут относиться к нему как к надындивидуальной внешне заданной и неизменной системе координат. Однако они сами определяют последовательность и границы событий, делят их на этапы, что заставляет обращать внимание на подвижность и неоднородность временных связей.
Понятие социального времени, которое отлично от астрономического, предложили социологи П. А. Сорокин и Р. Мертон, связав его с временем выполнения общественных функций. Сорокин и Мертон отмечали, что в различных науках существуют свои представления о времени, которое не покрываются понятием астрономического времени. Социальное время обладает качеством. Математическое время не содержит признаков, служащих точками начала и конца. Для календаря же нужна какая-либо отправная точка или фиксированная дата. Должно быть какое-то начало, противоречивое или нет, чтобы инициировать каждую систему отсчета времени, которая якобы не прерывается. В любом случае отправная точка всегда социальна или наделена глубокими социальными последствиями, это каждый раз событие, считается социально особенно значимым.
Э. Жак охарактеризовал социальное время как время «намерений», в отличие от астрономического времени «последования». Это время намерений и есть «проживаемое время интенций». Т. Хагерстранд описывает социальное время как время, воплощенное в событиях, вещах, условиях.
Рассматривая социальное время П. Штомка выделяет несколько аспектов, в частности, уровень и глубина осознания времени, его форма, ориентация на прошлое или будущее.
Наступившие реалии цифрового мира вносят коррективы в восприятие социального времени. Здесь определяющим фактором становится темп социотехнологических трансформаций. Соотнесение скорости развития технологий и, как следствие, социально-экономических и инфраструктурных трансформаций с человеческой жизнью позволяет констатировать качественный скачок скорости развития, знаменующий переход в новую темпоральную эпоху.